# Giải đua ô tô Công thức 1 Malaysia 2007
Giải đua ô tô Công thức 1 Malaysia năm 2007 là chặng đua thứ hai của giải vô địch thế giới Công thức 1 năm 2007. Giải được tổ chức vào ngày 8 tháng 4 năm 2007.

## Xếp hạng chi tiết
| TT      | Số xe | Tên                  | Đội đua           | Số vòng | Thời gian   | Xuất phát | Điểm |
| ------- | ----- | -------------------- | ----------------- | ------- | ----------- | --------- | ---- |
| 1       | 1     | Fernando Alonso      | McLaren-Mercedes  | 56      | 1:32:14.930 | 2         | 10   |
| 2       | 2     | Lewis Hamilton       | McLaren-Mercedes  | 56      | +17.5       | 4         | 8    |
| 3       | 6     | Kimi Raikkonen       | Ferrari           | 56      | +18.3       | 1         | 6    |
| 4       | 9     | Nick Heidfeld        | BMW Sauber        | 56      | +33.7       | 5         | 5    |
| 5       | 5     | Felipe Massa         | Ferrari           | 56      | +36.7       | 6         | 4    |
| 6       | 3     | Giancarlo Fisichella | Renault           | 56      | +65.6       | 12        | 3    |
| 7       | 12    | Jarno Trulli         | Toyota            | 56      | +70.1       | 8         | 2    |
| 8       | 4     | Heikki Kovalainen    | Renault           | 56      | +72.0       | 11        | 1    |
| 9       | 17    | Alexander Wurz       | Williams-Toyota   | 56      | +89.9       | 19        |      |
| 10      | 15    | Mark Webber          | Red Bull-Renault  | 56      | +93.5       | 10        |      |
| 11      | 8     | Rubens Barrichello   | Honda             | 55      | +1 vòng     | 22        |      |
| 12      | 7     | Jenson Button        | Honda             | 55      | +1 vòng     | 15        |      |
| 13      | 22    | Takuma Sato          | Super Aguri-Honda | 55      | +1 vòng     | 14        |      |
| 14      | 19    | Scott Speed          | STR-Ferrari       | 55      | +1 vòng     | 17        |      |
| 15      | 11    | Ralf Schumacher      | Toyota            | 57      | +1 vòng     | 9         |      |
| 16      | 23    | Anthony Davidson     | Super Aguri-Honda | 55      | +1 vòng     | 18        |      |
| 17      | 18    | Vitantonio Liuzzi    | STR-Ferrari       | 55      | +1 vòng     | 16        |      |
| 18      | 10    | Robert Kubica        | BMW Sauber        | 55      | +1 vòng     | 7         |      |
| Bỏ cuộc | 6     | Nico Rosberg         | Williams-Toyota   | 42      | Thủy lực    | 6         |      |
| Bỏ cuộc | 10    | David Coulthard      | Red Bull-Renault  | 36      | Phanh       | 13        |      |
| Bỏ cuộc | 21    | Christijan Albers    | Spyker-Ferrari    | 7       | Engine      | 20        |      |
| Bỏ cuộc | 20    | Adrian Sutil         | Spyker-Ferrari    | 0       | Va chạm     | 21        |      |

- Chạy một vòng nhanh nhất: Lewis Hamilton, 1:36.701 (vòng 22)
- Dẫn đầu cuộc đua: Fernando Alonso (vòng 1-17 và 22-56), Lewis Hamilton (vòng 17) và Nick Heidfeld (vòng 21)